# Festival Internacional de Cinema de Transsilvània
El Festival Internacional de Cinema de Transsilvània (TIFF; romanès: Festivalul internațional de film Transilvania) és el primer festival internacional de llargmetratges a Romania, que se celebra anualment a la capital històrica de Transsilvània, Cluj-Napoca. Fundat l'any 2002 per l’Associació per Promoure el Cinema Romanès (romanès: Asociația pentru Promovarea Filmului Românesc), el TIFF ha crescut ràpidament fins a convertir-se en l'esdeveniment més important relacionat amb el cinema a Romania. És membre de l'Aliança de Festivals de Cinema d'Europa Central i Oriental (CentEast) i compta amb el suport del Programa Creative Europe MEDIA. El febrer de 2011, el TIFF va ser acreditat per la FIAPF com a "festival competitiu especialitzat en primers i segons llargmetratges". Indiewire el va classificar com un dels 50 millors festivals de cinema del món.

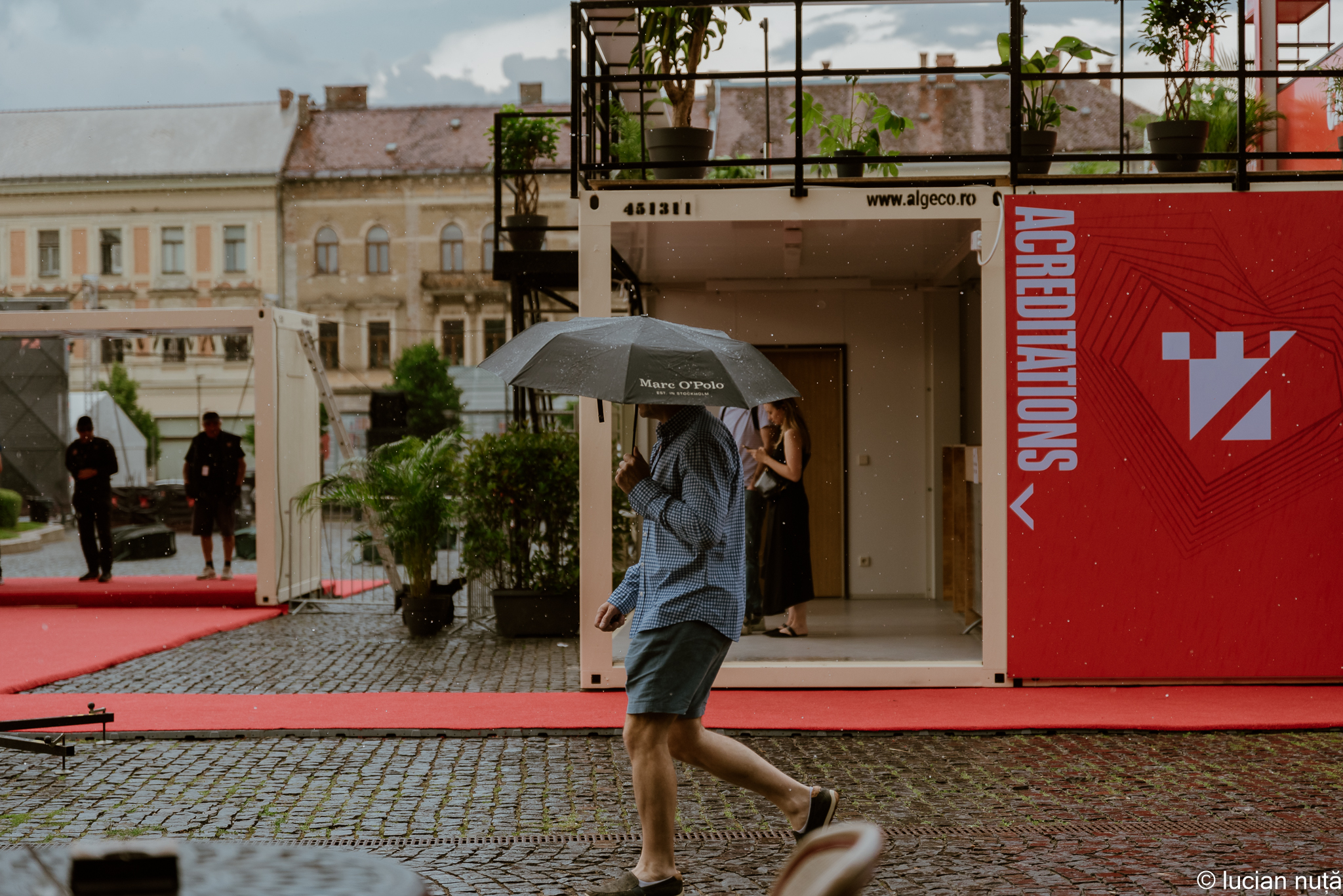
Anunci amb logo del TIFF 2023

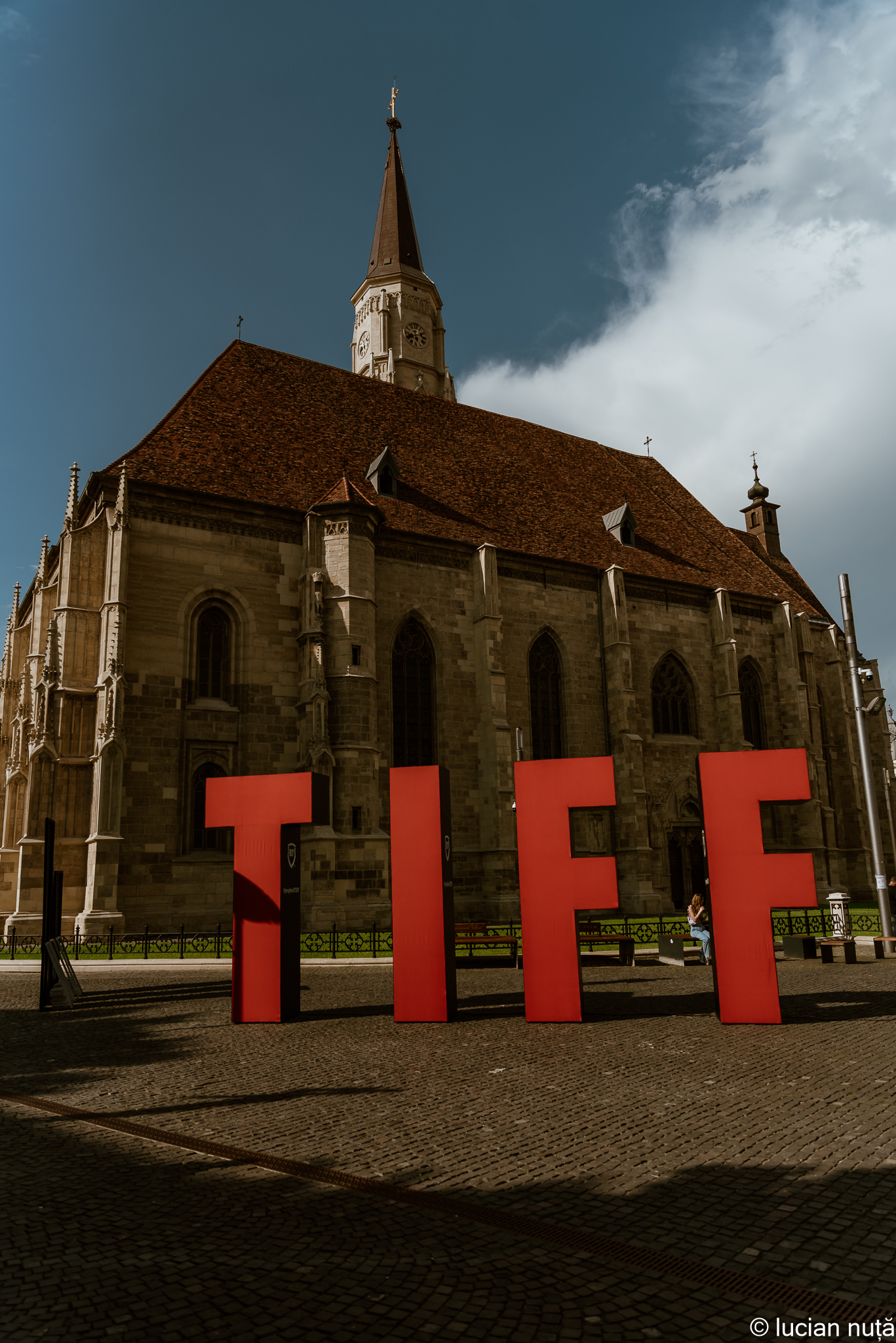
Anunci del TIFF 2023

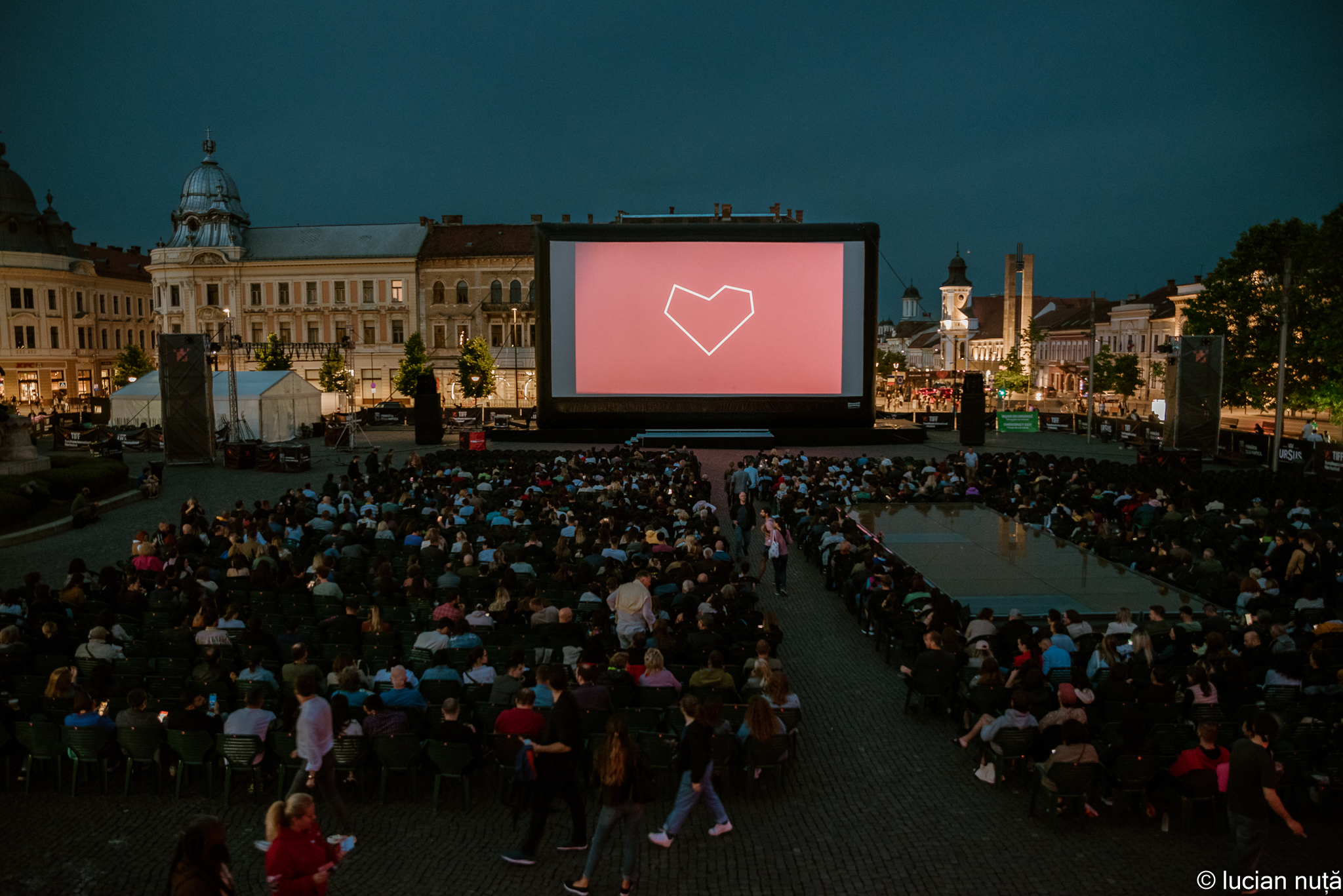
Edició de 2023

El festival té lloc a 20 indrets de la ciutat, inclosos llocs a l'aire lliure i no convencionals. Des del 2007 el festival també se celebra a Sibiu. És l'any en què Sibiu va ser declarada Capital Europea de la Cultura. L'objectiu principal de Transsilvània IFF és la promoció de l'art cinematogràfic mitjançant la presentació d'algunes de les pel·lícules més innovadores i espectaculars del moment que presenten tant l'originalitat com la independència d'expressió, que reflecteixen formes de llenguatge cinematogràfic inusuals o se centren en les tendències actuals de la cultura juvenil. El concurs està dedicat al primer i segon llargmetratge.

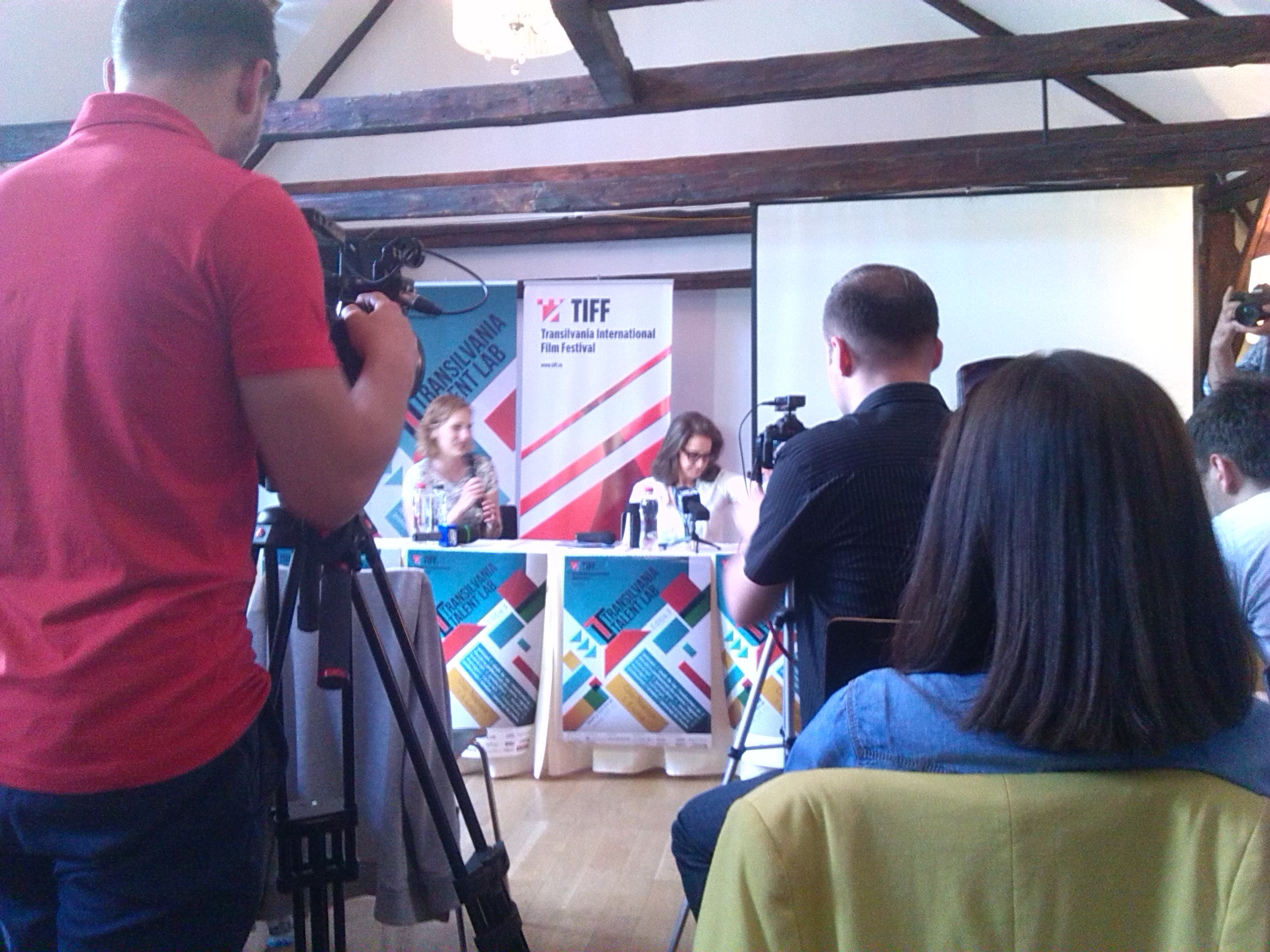
Debra Winger (dreta) a TIFF de 2014

Des del 2018 el festival també se celebra a Oradea.
El festival també va desenvolupar una plataforma educativa sòlida per a nens, a través d'EducaTIFF (premiat al Millor Projecte Educatiu de Romania, a la Gala de Premis d'Educació, edició 2011) i adolescents, a través de Let's Go Digital! El taller intensiu ofereix als adolescents l'oportunitat de cobrir tots els passos de la realització de cinema sota la supervisió de professionals del cinema i amb un equipament modern.
Després d'anys de treball continu per promocionar el cinema romanès i acollir convidats internacionals per conèixer les produccions nacionals i els seus cineastes, el 2015, el festival va reunir les seves activitats de la indústria sota un mateix paraigua. TIFF: la indústria està oberta a talents de Romania i Moldàvia i està reunint Transilvania Talent Lab (TTL), el programa pràctic dedicat als talents emergents, i Transilvania Pitch Stop (TPS), un taller fet a mida per a la cloenda de llargmetratges de ficció amb una presentació pública i reunions individuals. TIFF – Industry acull una sèrie de classes magistrals, formació d'experts en desenvolupament de públic i escriptura de guions, directors de cinema, documentalistes i personalitats. TIFF Industry també significa projeccions tancades per als membres de la indústria i projeccions especials de les pel·lícules romaneses més noves, en presència dels seus cineastes.

## Història
TIFF és el primer festival de cinema de Romania amb un concurs internacional de llargmetratges. El festival de 2007 va utilitzar el personatge Comte Dràcula per a materials promocionals, juntament amb una mascota semblant al Comte Orlok de la pel·lícula de 1922 Nosferatu, Eine Symphonie des Grauens, inspirada en Dracula , seguida d'una projecció de la pel·lícula.
El 2016, el TIFF va atreure més de 120.000 assistents.

## L'organització del festival
El festival inclou diverses seccions dedicades a Llargmetratges i curtmetratges seleccionats pels organitzadors.
Al voltant del festival tenen lloc diversos actes: tallers creatius, conferències i, per descomptat, festes.

### Seccions del festival
- Selecció oficial:
  - el concurs del Trofeu Transilvania' - llargmetratges dirigits per joves talents a l'inici de la seva carrera (els directors que hagin realitzat més de dues pel·lícules no poden presentar-se al concurs)
  - Supernova - llargmetratges que han rebut prestigiosos premis internacionals
  - Fără limită ('Sense límits') - secció dedicada a pel·lícules provocadores i avantguardistes
  - Umbre ("Ombres"): pel·lícules llargues i curtes de fantasia i terror
  - 3x3 - secció retrospectiva: tres pel·lícules realitzades per tres directors canònics
- Seccions paral·leles creades pel Festival:
  - Zilele Filmului Românesc ('Jornades de cinema romanès') - secció organitzada en col·laboració amb l'Institut Cultural Romanès; la secció pretén presentar durant tres dies les estrenes de llargmetratges i curtmetratges romanesos més importants
  - Curtmetratges, documentals, etc.
- Seccions paral·leles creades per una organització externa:
  - Let's Go Digital - taller de creació i concurs
  - guions a concurs (llargmetratge i curtmetratge)

## Premis
- Trofeu Transsilvània;
- Premi a la millor direcció;
- Premi especial del jurat;
- Premi a la millor actuació;
- Menció especial del jurat;
- Premi FIPRESCI;
- Premi del públic;
- Premi a l'Excel·lència;
- Premi a l'èxit de tota la vida;
- Premi Dies de Romania al llargmetratge;
- Premi Dies de Romania al curtmetratge;
- Premi Romanian Days al millor debut;
- Premi a la millor pel·lícula en el concurs de curtmetratges Shadows;
- Menció especial del Jurat de Curtmetratges a les Jornades Romaneses;
- Premi Let's Go Digital! a la millor pel·lícula produïda a la LGD! Taller;
- Premi Transilvania Pitch Stop Development;
- Premi Transilvania Pitch Stop Postproducció;
- Premi del Concurs Local;
- Menció especial al Concurs Local;
- Premi del Jurat Jove Francòfon.

## Guanyadors del Trofeu Transilvania
| Any  | Pe·lícula                                | Director                        | País            | Ref    |
| ---- | ---------------------------------------- | ------------------------------- | --------------- | ------ |
| 2002 | Occident                                 | Cristian Mungiu                 | Romania         | [ 7 ]  |
| 2003 | Nói albinói                              | Dagur Kári                      | /               | [ 8 ]  |
| 2004 | Días de Santiago                         | Josué Méndez                    | Perú            | [ 9 ]  |
| 2005 | 4                                        | Ilia Khrjanovski                | / Països Baixos |        |
| 2005 | Whisky                                   | Juan Pablo Rebella, Pablo Stoll | /               | [ 10 ] |
| 2006 | A fost sau n-a fost?                     | Corneliu Porumboiu              | Romania         | [ 11 ] |
| 2007 | La sagrada familia                       | Sebastián Lelio                 | Xile            | [ 12 ] |
| 2008 | Intimidades de Shakespeare y Víctor Hugo | Yulene Olaizola                 | Mèxic           | [ 13 ] |
| 2009 | Nord                                     | Rune Denstad Langlo             | Noruega         |        |
| 2009 | Polițist, Adjectiv                       | Corneliu Porumboiu              | Romania         | [ 14 ] |
| 2010 | Jao nok krajok                           | Anocha Suwichakornpong          | Tailàndia       | [ 15 ] |
| 2011 | Sin retorno                              | Miguel Cohan                    | /               | [ 16 ] |
| 2012 | Oslo, 31. august                         | Joachim Trier                   | Noruega         | [ 17 ] |
| 2013 | Ship of Theseus                          | Anand Gandhi                    | /               | [ 18 ] |
| 2014 | Stockholm                                | Rodrigo Sorogoyen               | Espanya         | [ 19 ] |
| 2015 | El incendio                              | Juan Schnitman                  | Argentina       | [ 20 ] |
| 2016 | Câini                                    | Bogdan Mirică                   | Romania         | [ 21 ] |
| 2017 | Txemi Bednieri Ojakhi                    | Nana Ekvtimishvili, Simon Groß  | Geòrgia         | [ 22 ] |
| 2018 | Las herederas                            | Marcelo Martinessi              | Paraguai        | [ 23 ] |
| 2019 | Monos                                    | Alejandro Landes                | Colòmbia        | [ 24 ] |
| 2020 | Babyteeth                                | Shannon Murphy                  | Austràlia       | [ 25 ] |
| 2021 | Kitoboi                                  | Filipp Iuriev                   | Rússia          | [ 26 ] |
| 2022 | Utama                                    | Alejandro Loayza Grisi          | Bolívia         | [ 27 ] |
| 2023 | Balaye aseman zire ab                    | Dornaz Hajiha                   | Iran            | [ 28 ] |